# روابط روسیه و اوکراین
روسیه و اوکراین از ۲۴ فوریه ۲۰۲۲ هیچ روابط دیپلماتیک رسمی نداشته‌اند. فدراسیون روسیه و اوکراین در حال حاضر در وضعیت جنگی هستند: جنگ روسیه و اوکراین در سال ۲۰۱۴ پس از الحاق کریمه به روسیه از اوکراین آغاز شد. در فوریه ۲۰۲۲، روسیه در یک جبهه گسترده به اوکراین حمله کرد.
پس از فروپاشی اتحاد جماهیر شوروی در سال ۱۹۹۱، روابط دوجانبه کشورهای جانشین دوره‌هایی از روابط، تنش‌ها و خصومت آشکار را پشت سر گذاشته‌است. در اوایل دهه ۱۹۹۰، سیاست اوکراین تحت سلطه آرزوها برای تضمین حاکمیت و استقلال خود بود و به دنبال آن یک سیاست خارجی که همکاری با اتحادیه اروپا، روسیه و سایر سیاست‌های قدرتمند را متعادل می‌کرد.
روابط بین دو کشور از زمان انقلاب ۲۰۱۴ اوکراین، که ویکتور یانوکوویچ، رئیس‌جمهور منتخب اوکراین و حامیانش را سرنگون کرد، خصمانه بوده‌است، زیرا او از امضای یک اتحادیه سیاسی و توافقنامه تجارت آزاد با اتحادیه اروپا که از حمایت اکثریت پارلمان اوکراین برخوردار بود، امتناع کرد. دولت پس از انقلاب اوکراین به جای ادامه دادن به بازی دیپلماتیک ظریف برای متعادل کردن منافع اقتصادی و امنیتی خود با روسیه، اتحادیه اروپا و اعضای ناتو، مایل بود کشور را به آینده ای در اتحادیه اروپا و ناتو متعهد کند. در سال ۲۰۰۴ جمهوری چک، استونی، مجارستان، لتونی، لیتوانی، لهستان، و اسلواکی به اتحادیه اروپا پیوستند و پس از آن بلغارستان و رومانی در سال ۲۰۰۷. دولت روسیه می‌ترسید که عضویت اوکراین در اتحادیه اروپا و ناتو با محدود کردن دسترسی روسیه به دریای سیاه، دیوار غربی کشورهای متحد را تکمیل کند. با متحد شدن کره جنوبی و ژاپن با ایالات متحده، دولت روسیه نگران بود که روسیه توسط قدرت‌های بالقوه متخاصم محاصره شده باشد. در پی انقلاب ۲۰۱۴ اوکراین، روسیه از شبه نظامیان جدایی طلب در جمهوری خلق دونتسک و جمهوری خلق لوهانسک در جنگ در منطقه مهم اقتصادی دونباس اوکراین، در مرز شرقی آن با روسیه، حمایت کرد. این منطقه دارای اکثریت قومی روسی است. از سال ۲۰۱۴، جنگ روسیه و اوکراین بیش از ۱۳۰۰۰ کشته برجای گذاشته‌است و منجر به چندین تحریم غرب علیه روسیه شده‌است.
در سال ۲۰۱۹، اصلاحاتی در قانون اساسی اوکراین انجام شد که بازگشت ناپذیری مسیر استراتژیک این کشور به سمت عضویت در اتحادیه اروپا و ناتو را تأیید کرد. در طول سال‌های ۲۰۲۱ و ۲۰۲۲، افزایش نیروهای نظامی روسیه در مرز اوکراین، تنش‌ها را بین دو کشور تشدید کرده و روابط دوجانبه را تیره‌تر کرده است و ایالات متحده این پیام قوی را ارسال می‌کند که تهاجم با عواقب بدی برای اقتصاد روسیه مواجه خواهد شد. در ۲۴ فوریه ۲۰۲۲، روسیه حمله به اوکراین را آغاز کرد، که باعث شد اوکراین روابط دیپلماتیک خود را با همسایه شرقی خود قطع کند.